# Viji Penkoottu
Viji Penkoottu (Kozhikode, Índia, 1968) és una activista pels drets laborals de les dones de l'Índia.
Sastressa de professió, l'any 2009 va començar a iniciar-se en l'activisme en conèixer els problemes a què s'enfrontaven les dones del carrer on treballava. Les treballadores, a diferència dels seus companys, no tenien dret a utilitzar els lavabos durant tota la jornada laboral. Això provocava que les infeccions urinàries fossin recurrents en aquest col·lectiu.
Davant d'aquest fet Penkootu va crear la seva pròpia organització, l'Asangaditha Meghala Thozhilali Union (AMTU), per tal d'aglutinar totes aquestes treballadores que fins llavors havien estat desorganitzades. A partir d'aquí va començar a organitzar trobades per tal de recollir les seves queixes i reivindicacions. A part de la prohibició de l'ús dels sanitaris moltes d'elles es queixaven de l'obligació d'aguantar dretes tota la jornada, que en molts casos superava les 10 hores diàries.
L'any 2018 i després de nou anys de lluita pel "dret a seure" va aconseguir garantir per llei un entorn segur per les dones, incloent-hi jornades laborals de menys de 10 hores i els drets a fer pauses i a seure, entre d'altres. Actualment continua lluitant per la igualtat salarial, el control de l'assetjament psicosocial i la presa de consciència dels treballadors.
Viji Penkoottu va ser escollida com una de les 100 dones més influents de 2018 per la BBC.